# Wiedensahl
Wiedensahl este o comună din landul Saxonia Inferioară, Germania.
Caricaturistul, pictorul și poetul Wilhelm Busch s-a născut aici în 1832.